# Escales (chaîne de télévision)
Pour les articles homonymes, voir Escale (homonymie).
Escales est une chaîne de télévision thématique française consacrée au voyage et à la découverte du monde. Elle cesse d'émettre en 2015.

## Histoire de la chaîne
Escales est créée en 1996 avec le lancement du bouquet satellite AB Sat comme la chaîne documentaire consacrée au voyage, concurrente de la chaîne éponyme diffusée sur Canalsat, Voyage. À l'origine, elle est dénommée Évasion.
En octobre 2007, la chaîne change d'habillage, reprenant celui de sa défunte cousine allemande Terranova qui s'est arrêtée en juillet 2007 et dont elle a également récupéré une partie des programmes documentaires. Escales récupère ainsi à peu de frais, un habillage plus moderne qui n'est pas sans rappeler celui de sa concurrente Voyage.
La chaîne change de nom le 2 février 2015 pour s'appeler Trek. 

### Identité visuelle (logo)

Logo d'Evasion de 1996 à 1997
Logo d'Escales de 1997 à 1998
Logo d'Escales de 1998 à 1999
Logo d'Escales de 1999 au 1er octobre 2007
Logo d'Escales du 1er octobre 2007 au 2 février 2015

## Organisation

### Dirigeants
- Président : Jean-Michel Fava
- Vice-Président : Claude Berda
- Directeur  : Richard Maroko
- Directeur Marketing et Business Development : Greg Bywalski

### Capital
Escales est éditée par AB Sat SA au capital de 24 millions d'euros, filiale à 100 % d'AB Groupe.

## Programmes
C'est une chaîne thématique consacrée aux voyages et au tourisme. Sa programmation cherche à renseigner sur les destinations touristiques et les formalités pour voyager. 
Elle présente, à travers une série de documentaires, un pays, une région de France, d'Europe ou du monde, à la manière d'un guide touristique : sites pittoresques à visiter, lieux ou activités insolites.

## Diffusion
Escales est diffusée à l'origine uniquement sur AB Sat, mais est aujourd'hui disponible moyennant un abonnement sur l'ensemble des réseaux des câblo-opérateurs français et suisses, sur les bouquets satellites Bis Télévisions, Orange, TéléSAT et Canalsat ainsi que sur les principaux bouquets ADSL.